# Armorial des corporations
L'Armorial des corporations se propose de réunir un maximum de blasons de corporations.
Il semble que, dès le XIIe siècle, les communautés de métiers ont fait usage d'armoiries, tout comme les cités importantes, et que les artisans marchaient en corps sous une bannière armoriée portant une cotte d'armes aux mêmes couleurs, tout comme les milices urbaines. Mais peu d'exemples nous sont parvenus, les hérauts d'armes négligeant souvent les armoiries des villes, communautés et corporations pour s'occuper uniquement de celles de la noblesse militaire et des familles de chevalerie.
En revanche, la documentation devient abondante au XVIIe siècle, grâce à l'Armorial général de France que Louis XIV fit dresser à la suite de son édit sur la « police des armoiries » connu sous le nom du juge d'armes d'Hozier, chargé de son établissement, qui représente plusieurs centaines de corporations et en gratifiant parfois d'armoiries, composées de toutes pièces, les corporations qui n'en avaient pas déclaré ou qui n'avaient pas payé les droits d'enregistrement.
Les meubles figurant ces armoiries corporatives représentent le plus souvent les instruments utilisés par les ouvriers dans l'exercice de leur profession, et ne répondent pas forcément aux exigences des traités d'héraldique. Le saint patron de la corporation était souvent représenté.
Les blasonnements proposés sont les originaux trouvés, la plupart selon D'Hozier, en respectant certaines dérives de l'"orthodoxie" héraldique. Une note est parfois ajoutée, qui signale (voire corrige) cette dérive.

## Barbiers et/ou Perruquiers
| Figure | Corporation et blasonnement |
| ------ | --- |
|        | Maîtres barbiers, baigneurs, étuvistes et perruquiers d'Angers D'azur à une fontaine d'or jaillissant son eau d'argent dans trois bassins, les deux premiers ronds et le dernier carré, sur une terrasse de sinople. |
|        | Barbiers, baigneurs, étuvistes et perruquiers de Lude De sable à des ciseaux fermés d'or, péris en bande. |

## Bonnetiers
| Figure | Corporation et blasonnement |
| ------ | --- |
|        | Bonnetiers de Paris D'azur, à cinq navires d'argent, posés deux, un, et deux, accompagnés en chef d'une étoile d'or D'argent, au bas de chausse d'azur, accosté de deux bonnets de gueules (27 juin 1629) Note: posés >> ordonnés.                                                |
|        | Bonnetiers de la ville Vervins D'azur, à la paire de ciseaux à tondre d'argent garnis de gueules, accostés de deux broches doubles d'argent, garnies et chardonnées d'or, le manche de chacune garni de gueules; le tout posé en pal et chaque broche surmontée d'une étoile d'or |

## Bouchers
| Figure | Corporation et blasonnement |
| ------ | --- |
|        | Bouchers et rôtisseurs d'Angers D'azur à un Saint Jean-Baptiste avec son agneau, le tout d'argent.                                                                                |
|        | Bouchers de Paris D'azur, à l'agneau pascal d'argent portant une croix d'argent, ornée d'une banderole de même, chargée d'une croix de gueules                                    |
|        | Bouchers de Doué De gueules à une rencontre de bœuf d'or, surmontée d'un couperet d'argent.                                                                                       |
|        | Bouchers d'Aix-en-Provence D'or, au saint Barthélémy de carnation, vêtu de gueules, tenant de la main dextre un couteau d'argent emmanché de sable                                |
|        | Bouchers de Bourges D'azur, à deux moutons affrontés d'argent, en chef, un couperet de même posé en fasce et un bœuf passant d'or, en pointe                                      |
|        | Bouchers de Clamecy D'or à cinq fasces d'azur. |
|        | Bouchers d'Elbeuf De gueules, à une tête de bœuf d'or. |
|        | Communauté des bouchés de Lude D'argent à une cheville de sable. |
|        | Bouchers de Montcenis De gueules, au couperet de boucher d'argent emmanché d'or, en fasce, accompagné en pointe d'un fusil aussi d'or                                             |
|        | Bouchers de Montluçon De gueules à deux couperet d'argent en pal, l'un droit, l'autre renversé.                                                                                   |
|        | Bouchers de Saumur De gueules à un bœuf au naturel passant sur une terrasse de sinople orné de fleurs d'or et d'argent entre ses deux cornes autour de son col et sur son dos.    |
|        | Bouchers de Veil-Marché et Porte Beauvoisine de Rouen De gueules, au rencontre de bœuf d'or, surmonté d'un couperet d'argent emmanché d'or                                        |
|        | Bouchers de Saint-Pol De gueules, à un couperet de boucher d'argent emmanché d'or en fasce, accompagné en pointe d'un couteau aussi d'or                                          |
|        | Bouchers de Troyes d'azur, à un couperet d'argent accompagné de trois fleurs de lis d'or, posées deux et une Note: posées >> ordonnées; et "deux et une" inutile, car par défaut. |

## Boulangers
| Figure | Corporation et blasonnement |
| ------ | --- |
|        | Maître boulangers d'Angers D'azur à un saint Honoré, évêque, vêtu pontificalement, crossé et mitré d'or |
|        | Boulangers de Paris De sable, à deux pelles de four d'argent, passées en sautoir, chacune chargée de trois pains de gueules On trouve également des blasons de la corporation des boulangers propres aux quartiers de Paris, comme celui des boulangers du quartier Saint-Germain représentant saint Honoré.                   |
|        | Boulangers d'Aix-en-Provence D'azur, au saint Honoré évêque, d'or, tenant de la dextre une pelle chargée de trois pains et de la senestre une crosse aussi d'or |
|        | Boulangers de Clamecy D'azur à quatre chevrons d'argent. |
|        | Boulangers de Marseille D'azur, au saint Honoré évêque, d'or, tenant de la dextre une pelle chargée de trois pains et de la senestre une crosse aussi d'or, bénissant un four d'argent, maçonné de sable et brûlant de gueules                                                                                                 |
|        | Boulangers de Lude D'argent à une pelle de four de gueules posée en pal. |
|        | Maîtres boulangers de Saumur De gueules à un saint Honoré de carnation, habillé d'argent, chappé, mitré et crossé d'or, tenant de sa main senestre une pelle renversée de sable, emmanchée d'argent, chargé de trois pains d'or mal ordonnés.                                                                                  |
|        | Boulangers de Sélestat Parti, au premier d'argent au pain allongé de gueules posé en fasce, surmonté d'un couteau lié posé en chef la pointe à dextre, et au second d'azur à la roue de moulin du premier |
|        | Boulangers de Strasbourg D'argent au lion de gueules couronné d'or tenant un bretzel dans la dextre et un pain dans la senestre aussi d'or |
|        | Boulangers de Vervins D'azur, au mortier avec son pilon d'or en pal, adextré d'une pelle à four d'argent, en pal, chargée de trois tourteaux de gueules, posés un et deux, sénestré d'un rouleau aussi d'argent posé en pal, le tout surmonté de trois tartières d'or, rangées en chef Note: posés un et deux >> mal ordonnés; |

## Chapeliers
| Figure | Corporation et blasonnement |
| ------ | --- |
|        | Chapeliers fouleurs d'Angers D'argent à trois chapeaux de sable, deux en chef et un en pointe. |
|        | Chapeliers de Paris D'or, au chevron d'azur, accompagné de trois chapeaux de cardinal de gueules, les cordons de chacun houppés de trois pièces |
|        | Chapeliers de Château-Thierry D'azur, à sainte Barbe tenant une tour sommée d'un chapeau Une couleur n'est pas précisée dans le blasonnement ci-dessus. Veuillez faire apparaître la couleur inconnue en blanc (table d'attente) et l'argent en gris. |
|        | Chapeliers de Saumur D'argent à un chapeau de sable bordé d'or et accompagné de trois étoiles d'azur, deux en chef et une en pointe. |

## Charcutiers
| Figure | Corporation et blasonnement |
| ------ | --- |
|        | Maîtres Chaircutiers - Saucissiers - Boudiniers de Paris d'or, au porc passant de sable, et au chef d'azur chargé de trois cervelas d'or                                                         |
|        | Bouchers, Tripiers et Charcutiers d'Arras d'or, au bœuf passant de gueules en chef et un porc aussi passant de sable, en pointe, à la bordure d'azur, chargée de sept pieds de mouton d'argent   |
|        | Maîtres Chaircutiers de Reims d'argent, à l'image de saint Antoine de carnation, vêtu de sable, son manteau chargé d'un tau d'or et sénestré de son cochon de sable, sur une terrasse de sinople |
|        | Charcutiers de Rouen d'or, à la hure de sanglier de sable, lampassée de gueules |

## Charpentiers
| Figure | Corporation et blasonnement                                                                            |
| ------ | --- |
|        | Charpentiers de Villefranche D'azur à une équerre d'or surmonté d'un compas ouvert en chevron du même. |

## Charrons
| Figure | Corporation et blasonnement |
| ------ | --- |
|        | Maîtres charrons d'Angers D'argent à sainte Catherine de carnation, vêtue de gueules et d'azur, tenant de sa main dextre une palme d'or et appuyant sa senestre sur une roue de même garnie de fers de rasoirs de sable. |
|        | Charrons de Paris D'argent à quatre roues de gueules posées deux et deux Note: posées >> ordonnées |
|        | Charrons de Lyon D'azur, à trois roues à sept rais chacune d'or, accompagnées de deux étoiles de même, une en chef et une en pointe                                                                                      |
|        | Charrons de Rethel De sable, à deux roues d'argent posées en fasce |
|        | Charrons de Rouen D'or, à la hache de sable, posée en pal, accostée de deux roues de gueules |

## Chirurgiens-Barbiers
| Figure | Corporation et blasonnement |
| ------ | --- |
|        | Maîtres chirurgiens d'Angers D'argent à aux saints Côme et Damien de carnation, vêtus en robes de sable, avec des bonnets de même fourrés d'hermine. |
|        | Maîtres chirurgiens et Chirurgiens-Barbiers de Paris d'azur, à trois boîtes d'onguent d'or, à la fleur de lis de même en cœur Devise : CONSILIO MANUQUE |
|        | Apothicaires, Chirurgiens et Perruquiers d'Issoudun D'azur, aux saints Côme et Damien d'or, tenant chacun une boîte du même |
|        | Communauté des chirurgiens de La Flèche D'azur aux saints Côme et Damien d'or, et une flèche de même coutrée en pointe. |
|        | Maîtres chirurgiens et apothicaires de Luide De sinople à un fasce d'argent, écartelé d'argent à une barre de sinople. |
|        | Chirurgiens de Saint-Etienne D'azur à aux saints Côme et Damien d'or, avec leurs attributs du même. |
|        | Chirurgiens jurés de Saint-Côme de Marseille De gueules, à l'église d'argent, accostée de deux boîtes couvertes de même et surmontée d'une fleur de lis d'or, rayonnée de même Devise : SANAT OMNIA                                                                  |
|        | Collège de chirurgie de Nancy Trois boîtes d'onguent surmontées d'un chardon Devise : VIRTUTI ET MERITO Une couleur n'est pas précisée dans le blasonnement ci-dessus. Veuillez faire apparaître la couleur inconnue en blanc (table d'attente) et l'argent en gris. |
|        | Chirurgiens de Rouen D'azur à trois boîtes couvertes, d'or, 2 et 1; au milieu, une fleur de lys d'or dans une auréole. |
|        | Maîtres chirurgiens de Saumur D'azur à un sceptre d'or sommé d'une main dextre apaumée de même chargé d'un œil au naturel, le sceptre adextré d'une lancette d'argent lamée d'or et senestrée d'un vase aussi d'argent.                                              |

## Cordonniers
| Figure | Corporation et blasonnement |
| ------ | --- |
|        | Cordonniers, corroyeurs et tanneurs de Clamecy De sable à quatre chevrons d'argent.                                                                                                   |
|        | Cordonniers de Lyon D'azur à une main mouvant d'une nuée du flanc dextre d'argent tenant un carrelet surmonté d'un tranchet et d'une alêne du même et trois fleurs d'or rangé en chef |
|        | Cordonniers de Montbrison De gueules à un carrelet en pal, accosté de deux palmes en sautoir surmonté d'une couronne de laurier, le tous d'or.                                        |
|        | Cordonniers de Strasbourg (à blasonner). |
|        | Cordonniers de Villefranche D'azur à un tranchet en pal d'argent manché d'or. |

## Couturières
| Figure | Corporation et blasonnement                                                     |
| ------ | ------------------------------------------------------------------------------- |
|        | Couturières de Paris D'azur, à la paire de ciseaux d'argent, ouverte en sautoir |

## Drapiers
| Figure | Corporation et blasonnement |
| ------ | --- |
|        | Drapiers de Clamecy D'argent à trois chevrons de gueules |
|        | Drapiers de Paris d'azur, au navire d'argent sur une mer de même, le grand mat orné de la bannière de France, un œil d'argent en chef |
|        | Drapiers de Paris (armorial général de 1696) d'or, à cinq pièces de drap d'azur, de gueules, d'argent, de sable et de sinople, posées en pile l'une sur l'autre, surmontées d'une auune de sable, marquée d'argent, couchée en chef |
|        | Drapiers détaillants de Louviers d'or, à la fasce de gueules, accompagnée en pointe d'une paire de ciseaux ouverts en sautoir |
|        | Drapiers drapants, foulons, tissiers en drap et tondeurs d'Issoudun d'azur à la croix d'argent, cantonnée aux premier et quatrième cantons d'une navette d'or, aux deuxième et troisième d'une paire ciseaux ou forces de tondeurs de même |
|        | Marchands drapiers et Maîtres ouvriers en draps d'or et de soie de gueules, à trois pédonnes d'or, posées deux et un, et, en cœur, une jallerolle d'argent; au chef cousu d'azur, chargé du chiffre royal, composé d'une H et d'une L capitales d'or, accosté de deux fleurs de lis de même Note: posées >> ordonées; et "deux et une" inutile, car par défaut. |

## Épiciers et apothicaires
| Figure | Corporation et blasonnement |
| ------ | --- |
|        | Maître apothicaires et épiciers d'Angers De sinople à saint Nicolas évêque, adextré en pointe de trois enfants dans un baquet, le tout d'or. |
|        | Épiciers de Paris d'or, à deux navires de gueules, avec la bannière de France, voguant sur une mer de sinople, accompagnés de deux étoiles de gueules; au chef d'azur, chargé d'un dextrochère d'argent, mouvant de nuées du même et tenant des balances d'or Devise : LANCES ET PONDERA SERVANT |
|        | Épiciers de Reims d'argent, à trois pains de sucre dans leur papier d'azur, posés deux et un Note: posés >> ordonnées; et "deux et un" inutile, car par défaut. |
|        | Droguistes de Pont-Audemer d'argent, à trois pains de sucre dans leur papier d'azur liés d'or, posés deux et un Note: posés >> ordonnées; et "deux et un" inutile, car par défaut. |
|        | Apothicaires, Épiciers, Droguistes et Confiseurs de Rouen d'azur, à la croix d'or, cantonée de deux pains de sucre d'argent, en chef, et de deux boîtes couvertes d'or, en pointe |
|        | Épiciers et droguistes de Saumur D'azur à une fortune eu naturel s'appuyant d'un pied sur une boule d'or et supportée par une roue de gueules voguant sur une mer d'argent tenant dans sa main dextre une écharpe de même et de sa senestre une corne d'abondance d'or.                          |
|        | Communauté des marchands de Toulouse d'azur, au navire d'or, équipé d'argent, ayant à la poupe une corne d'abondance d'or ; une main de carnation, mouvant du flanc senestre tient trois branches d'oliviers de sinople, et une autre, mouvant du flanc dextre, tient une balance d'or           |

## Fondeurs
| Figure | Corporation et blasonnement |
| ------ | --- |
|        | Fondeurs de Paris D'argent, au canon de sinople en fasce entre trois clochettes de même |
|        | Fondeurs de Rouen D'argent, à deux canons de sinople passés en sautoir, accompagnés de deux cloches d'azur, l'une en chef, l'autre en pointe, et de deux chandeliers d'église de même, posés en pal, un à chaque flanc |
|        | Fondeurs de Saumur D'azur à Saint Hubert de carnation vêtu d'argent la tête entourée de rayons d'or à genoux les mains jointes devant un cerf arrêté au naturel, mouvant du flanc dextre et sur sa tête un crucifix d'or entouré de rayons de même, le saint ayant à son côté senestre un cor de chasse d'or lié et suspendu de gueules et un lion couché au naturel, accolé et bouclé d'or, la tête contournée, le tout sur une terrasse de sinople. |

## Horlogers
| Figure | Corporation et blasonnement |
| ------ | --- |
|        | Horlogers d'Angers D'azur à une pendule d'or accostée de deux montres d'argent suspendues chacune par une chaînette d'or.                                          |
|        | Horlogers de Paris D'azur, à la pendule d'or, accostée de deux montres d'argent, marquées de sable                                                                 |
|        | Horlogers de Rouen De gueules, à la roue d'horloge d'or, accompagnée en chef à dextre d'un soleil du même, et à senestre d'un croissant tourné figuré d'argent     |
|        | Horlogers de Lyon D'argent, semé de roues d'horloge de sable, au pal d'azur chargé, en chef, d'un soleil d'or et, en pointe, d'un cadran d'argent, marqué de sable |

## Imprimeurs et libraires
| Figure | Corporation et blasonnement |
| ------ | --- |
|        | Communauté des imprimeurs et libraires d'Angers D'azur à un livre d'or, fermé, accompagné de trois fleur de lys de même, deux aux flancs et une en pointe. |
|        | Communauté des imprimeurs et libraires de Paris - D'azur, à la main mouvante du chef, tenant un livre d'or accompagnée de trois fleur de lis de mesme (P. Ménestrier) - Écartelé d'azur au livre d'argent, tenu par une main mouvant d'un nuage de même mouvant du chef, accompagné de trois fleurs de lis d'or ; et de gueules à la nef d'argent sur une rivière de même ; au Chef de France ancien.                                         |
|        | Imprimeurs de Rouen Dor à l'aigle de sable, le vol éployé, tenant entre ses serres à dextre un visorium au naturel et entre ses serres à senestre un composteur aussi au naturel. Ornement extérieur : timbré d'un casque ouvert, de front. Couronne: de marquis de laquelle est issant un griffon qui applique deux tampons l'un contre l'autre; des palmes s'échappant du casque en forme de lambrequins.                                   |
|        | Compagnons imprimeurs de Toulouse Écartelé aux premier et quatrième quartiers d'azur, au livre d'argent, tenu par une main mouvant d'un nuages de même, mouvant du chef, accompagné de trois fleurs de lis d'or, deux en chef, une en pointe ; aux deuxième et troisième de gueules, à la croix et l'agneau de Toulouse, accosté de l'église de Saint-Sernin et du château Narbonnais, le tout sous un chef d'azur semé de fleurs de lis d'or |

## Jardiniers
| Figure | Corporation et blasonnement |
| ------ | --- |
|        | Jardiniers, Préoliers et Maraîchers de Paris De sable, à trois lis de jardin d'argent, tigés et feuillés de sinople, posés deux en chef et un en pointe ; au chef d'azur, chargé d'un soleil d'or Note: posés >> ordonnées; et "deux et un" inutile, car par défaut. |
|        | Abbeville d'or au poireau arraché au naturel, posé en pal, adextré d'une botte d'asperges aussi au naturel et sénestré d'un raisin du même |
|        | Haguenau d'azur, à trois betteraves d'argent, feuillées de sinople |
|        | Marseille d'azur, à la Madeleine de carnation, vêtue d'or et de gueules, les cheveux épars d'or, à genoux au pied d'un arbre de même, contournée vers le Christ de carnation, la tête entourée d'une gloire d'or, les mains percées de gueules, vêtu d'argent en forme de jardinier, donnant la bénédiction de la main dextre et tenant de la main sénestre un panier d'osier au naturel, rempli de verdure, le tout sur une terrasse de sinople |
|        | Strasbourg d'argent, à la bande de gueules, accostée de deux roses de même, boutonnées d'or, tigées et feuillées de même. |

## Lingères
| Figure | Corporation et blasonnement |
| ------ | --- |
|        | Lingères de Paris d'azur, à la fasce dentelée d'argent, surmontée d'une aune couchée de même, marquée de sable et, en pointe, d'une paire de ciseaux camards d'or, ouverts en sautoir                                             |
|        | Lingères d'Arras et Lingères d'Abbeville d'azur, au mouchoir de sainte Véronique d'argent, chargé de la Sainte Face du Sauveur de carnation                                                                                       |
|        | Blanchisseurs de toile de Chauny d'azur, à la rivière d'argent en fasce, accompagnée de trois pièces de toile pliées en rouleau de même et posées deux et une Note: posées >> ordonées; et "deux et une" inutile, car par défaut. |
|        | Lingères en neuf de Rouen d'azur, à la bande d'argent, accompagnée de deux paires de ciseaux camus de même, ouverts en sautoir, l'un en chef, l'autre en pointe                                                                   |
|        | Lingères en vieil de Rouen d'azur, au guidon d'argent, attaché à une lance d'or, mouvante d'une rivière d'argent |

## Maçons
| Figure | Corporation et blasonnement |
| ------ | --- |
|        | Maîtres maçons architectes d'Angers D'azur à un temple couvert en dôme d'or, accosté de deux grandes tours carrées de même et sur ce dôme un christ de carnation, vêtu d'argent, tenant sa croix de même, le pied dextre levé comme montant au ciel.                          |
|        | Maçons et tailleurs de pierre de Lude De sable à une truelle d'argent. |
|        | Maçons de Saumur D'azur à une règle et une équerre, passées en sautoir, un compas ouvert en chevron, un plomb pendant en pal, le tout d'or, entrelacé et liée l'un avec l'autre par un serpent de même tortillé parmi toutes ces pièces au-dessus desquelles il lève sa tête. |

## Maréchaux-ferrants
| Figure | Corporation et blasonnement |
| ------ | --- |
|        | Maîtres maréchaux-ferrants d'Angers De gueules à une butte de sable posée en pal, accostée de deux fers de cheval de même.                                                 |
|        | Maîtres maréchaux-ferrants de Saumur De sable à saint Eloi de carnation, vêtu d'argent, sa chape, sa mitre et sa crosse d'or, ayant en la main dextre un brochoir de même. |

## Médecins
| Figure | Corporation et blasonnement |
| ------ | --- |
|        | Faculté de médecine de Paris D'azur, à trois cigognes d'argent, ou au naturel, tenant en leur bec un rameau d'origan ; au soleil d'or, posé en chef, dissipant des nuages de même L'écu est timbré d'une couronne ornée de cinq étoiles et posée sur deux masses en sautoir, terminées en forme de couronne. Devise : URBI ET ORBI SALUS |
|        | Médecins, chirurgiens et apothicaires de Bougé D'or à une fasce de gueules écartelé de gueules à une bande d'or. Écartelé d'or à une fasce de gueules, et du même à une bande du premier. |
|        | Corporation des médecins de Vitry-le-François D'argent, à deux serpents adossés et tortillés de quatre plis au naturel, posés en pal ; au chef de gueules, chargé d'un coq d'or, crêté, becqué, barbé et onglé de gueules |
|        | Médecins en corps et communauté des apothicaires D'or à aux saints Côme et Damien d'or de carnation, vêtus en robes longues de sable, fourré d'hermine. |

## Menuisiers
| Figure | Corporation et blasonnement |
| ------ | --- |
|        | Maîtres menuisiers d'Angers D'azur à sainte Anne assise, ayant à sa senestre la sainte Vierge debout, le tout d'or. |
|        | Menuisiers et fariniers d'Angers D'azur à saint Clément évêque vêtu d'or.' |
|        | Menuisiers de Paris D'azur, à la varlope d'or, posée en fasce, accompagnée, en chef, d'un ciseau d'argent emmanché d'or et, en pointe, d'un maillet de même |
|        | Menuisiers de Besançon D'azur, à la Sainte-Famille, composée des personnages de Jésus, de la Sainte vierge et de Saint Joseph d'or. |
|        | Menuisiers de Pont-l'Évêque D'azur à la hache d'or en fasce |
|        | Menuisiers de Rouen De sinople, au rabot d'or, posé en fasce, accompagné en chef d'un compas, ouvert en chevron, d'argent et en pointe d'un maillet d'or |
|        | Menuisiers et tourneurs de Saint-Quentin Menuisiers et tourneurs d'Autun D'azur, à la sainte Anne d'argent ou d'or |
|        | Maître menuisiers de Saumur D'azur à une Sainte Anne contournée de carnation vêtue d'or, assise sur un siège d'argent tenant un livre de même sur ses genoux et ayant devant elle la Sainte Vierge debout de carnation, vêtue d'or lisant dans ce livre le tout sur une terrasse de sinople. |

## Merciers
| Figure | Corporation et blasonnement |
| ------ | --- |
|        | Merciers, grossiers et Joaillers de Paris De sinople, à trois nefs d'argent, portant la bannière de France au grand mât, et un soleil d'or, en chef, dissipant des nuages d'argent Devise : MAGNO CUM FŒNERE REDDIT ou ET TOTO ORBE SEQUEMUR avant 1629 : d'azur, au saint Louis tenant un sceptre de la main dextre et une main de justice (ou une couronne d'épines) de la sénestre, le tout d'or, sur une terrasse de même |
|        | Merciers d'Autun D'argent, à la demi-aune de gueules en fasce, une paire de ciseaux ouverte, de même, en chef et une paire de balances aussi de gueules, en pointe |
|        | Merciers de Marseille Une annonciation Une couleur n'est pas précisée dans le blasonnement ci-dessus. Veuillez faire apparaître la couleur inconnue en blanc (table d'attente) et l'argent en gris. |
|        | Merciers de Rouen D'azur, à la balance d'or accompagnée en pointe d'un marc de même |
|        | Merciers, grossiers, jouailliers et quincailliers-ferrons de Saumur D'argent à Saint Louis de carnation habillé de pourpre, d'azur et d'hermines, l'azur semé de fleurs de lis d'or, couronné de la Couronne Royale de France ; tenant en sa main dextre une couronne d'épines et trois clous de la Passion au naturel; et de sa senestre un sceptre d'or sur une terrasse de sinople.                                        |

## Orfèvres
| Figure | Corporation et blasonnement |
| ------ | --- |
|        | Maîtres orfèvres d'Angers D'azur à une croix d'or, cantonné aux 1er et 4e d'une couronne royal de même, aux 2e et 3e d'une coupe couverte d'argent. |
|        | Orfèvres de Paris De gueules, à la croix engrelée d'or, cantonnée aux premier et quatrième cantons d'une coupe couverte d'or, et aux deuxième et troisième d'une couronne de même ; le tout sous un chef d'azur, semé de fleurs de lis d'or                           |
|        | Orfèvres d'Amiens d'azur à saint Éloi d'or |
|        | Beaune Écartelé d'azur et d'argent à la croix d'or brochante, cantonnée aux 1er et 4e d'une Vierge de carnation, habillée de gueules, tenant l'Enfant-Jésus au naturel, lequel tient de la main dextre un pampre de vigne de sinople ; aux 2d et 3e d'un ciboire d'or |
|        | Besançon D'azur, à la coupe d'or accompagnée en chef de deux fleurs de lis du même et en pointe d'une coupe couverte d'argent |
|        | Corporation des orfèvres de Laon Mêmes armes, augmentées de celles de Laon |
|        | Rouen De gueules, à la coupe couverte d'or et à la bordure engrelée de même, au chef d'azur, chargé d'un agneau pascal, accosté de deux fleurs de lis d'or |
|        | Communauté des orfèvres de Saumur De gueule à une croix engrêlée, cantonnée au 1er et 4e d'un ciboire, aux 2e et 3e d'une couronne, le tout d'or. |

## Peintres-Sculpteurs
| Figure | Corporation et blasonnement |
| ------ | --- |
|        | Peintres, sculpteurs, graveurs, et enlumineurs de Paris , Corporations des éventaillistes, Peintres, vitriers, sculpteurs et brodeurs de Cambrai, Peintres de Dijon, etc. D'azur, à trois écussons d'argent, posés deux et un, et une fleur de lis d'or en abîme Note: posés >> ordonnées; et "deux et un" inutile, car par défaut. |
|        | Peintres de Rouen D'azur à trois écussons d'argent, posés deux et un, et un maillet de sculpteur d'or en abîme Note: posés >> ordonnées; et "deux et un" inutile, car par défaut. |
|        | Peintres, horlogers, vitriers et carreleurs de Saumur Parti au premier d'azur à une fleur de lis d'argent accompagnée de trois écussons de même, deux en chef et un en pointe; au deuxième d'argent à trois carreaux de gueules posés deux en chef et un en pointe.                                                                 |
|        | Artistes allemands De gueules, à trois écussons d'argent, posés deux et un En timbre un cimier représentant un buste de jeune fille vêtue aux couleurs de l'écu, dans une ramure de cerf ou de daim, au naturel Note: posés >> ordonnées; et "deux et un" inutile, car par défaut.                                                  |
|        | Artistes hollandais De sinople (ou d'azur), à trois écussons d'argent, posés deux et un Note: posés >> ordonnées; et "deux et un" inutile, car par défaut. |

## Procureurs et/ou notaires
| Figure | Corporation et blasonnement                                             |
| ------ | ----------------------------------------------------------------------- |
|        | Procureurs et notaires de Clamecy D'argent à trois chevrons de sinople. |

## Serruriers
| Figure | Corporation et blasonnement |
| ------ | --- |
|        | Maîtres serruriers d'Angers D'azur à un saint Pierre d'or, tenant en sa main deux clefs, l'une d'or l'autre d'argent. Alias:D'azur à deux clefs d'argent liées ensemble par un anneaux avec un ruban d'or tenu suspendu par une main dextre de carnation, sortant d'une nuée d'argent, mouvante du haut du flanc senestre. |
|        | Serruriers, selliers, couteliers, armuriers, taillandiers et maréchaux de Clamecy D'argent à trois chevrons d'azur. |
|        | Serruriers de Paris De gueules, à deux clefs l'une d'argent et l'autre d'or, adossées et passées en sautoir, liées d'un ruban d'azur, au chef de même, semé de fleurs de lis d'or, chargé d'une table couverte d'un tapis fleurdelisé, sur laquelle il y a un sceptre et une main de justice, passés en sautoir, et une couronne royale, le tout d'or, ce chef soutenu d'une devise d'argent, chargé de ces deux mots SECURITAS PUBLICA, en lettres capitales de sable |
|        | Serruriers de Pamiers D'azur, à deux clefs d'or en chef et une lune du même en pointe |
|        | Serruriers, armuriers et éperonniers de Rethel D'argent, à la clef et au pistolet de sable en sautoir, cantonnés de quatre molettes du même |
|        | Serruriers de Rouen Coupé d'azur et de gueules; le premier à un coffre-fort surmonté d'une main de justice et d'un sceptre en sautoir, avec une couronne fermée en chef; le deuxième à deux clefs liées en sautoir. |

## Tailleurs
| Figure | Corporation et blasonnement |
| ------ | --- |
|        | Maître tailleurs d'habit d'Angers D'azur à la Sainte-Trinité; le fils à la dextre du père et tous les deux assis d'or, le Saint-Esprit en chef en forme de colombe d'argent. |
|        | Tailleurs et chapeliers de Clamecy D'azur à quatre chevrons d'or. |
|        | Tailleurs de Paris De gueules, à la paire de ciseaux d'argent, ouverts en sautoir |
|        | Chapeliers, bonnetiers, chaussetiers, gantiers et tailleurs de La Fère D'argent, à la paire de ciseaux de tailleur d'azur, ouverts en sautoir, accostés de deux autres paires de ciseaux de gantiers, aussi d'azur, accompagnées en chef d'un chapeau de sable |
|        | Tailleurs d'habits de Lude De sinople à une aune d'argent, posée en fasce et marquée de sable |
|        | Menuisiers, tonneliers, bonnetiers, pelletiers, chapelier et tailleurs de Marle-en-Laonnois D'azur, à la varlope d'or, à la doloire d'argent, emmanchée de sinople, au couteau de pelletier d'argent, emmanché par les deux bouts de gueules et un arson de sinople, cordé d'argent, ces quatre pièces posées en fasce les unes au-dessus des autres, adextrées d'une broche double de sable, chargée de chardons d'or et sénestrées d'une paire de ciseaux d'argent, posée en pal |
|        | Faiseurs de bas de Paris D'or, à la chausse de gueules, posée en pal, accostée de deux pelotes de laine de même |
|        | Maîtres tailleurs d'habits de Saumur D'azur à une Trinité au naturel vêtue d'or et d'argent, entouré d'une gloire d'or supportée par un nuage au naturel. Légende: sceau des maîtres tailleurs d'habit de Saumur |
|        | Tailleurs de Villefranche D'azur à une paire de ciseaux d'argent ouverts en sautoir |

## Taverniers-hosteliers
| Figure | Corporation et blasonnement |
| ------ | --- |
|        | Corps privilégié des marchands de vins, hosteliers, cabaretiers et aubergistes de Paris D'azur, au navire d'argent posé sur une onde alaisée de même, le grand mât orné de la bannière de France, frangée d'or, surmonté d'une grappe de raisin de même, tigée et feuillée aussi d'or ; le tout côtoyé de six navires d'argent, posés en pal, trois de chaque côté |
|        | Cabaretiers de La Charité-sur-Loire D'argent, à trois barils de gueules, cerclés d'or |
|        | Hotelliers, aubergistes et traiteurs de Saumur D'azur à une étoile rayonnante d'argent. |

## Teinturiers
Les teinturiers furent divisés en trois corporations par Colbert : teinturiers en bon et grand teint, teinturiers de petit teint, teinturiers en soie, laine et fil.
| Figure | Corporation et blasonnement |
| ------ | --- |
|        | Teinturiers d'Angers D'azur à un saint Maurice, à cheval, tenant un guidon d'argent, chargé d'une croix de gueules. |
|        | Teinturiers en bon et grand teint de Paris de gueules, au saint Maurice à cheval, d'argent |
|        | Teinturiers, chapeliers, chandeliers, selliers, batiers et bourreliers de Baugé D'azur à une fasce d'argent écartelé d'argent à un pal d'azur |
|        | Teinturiers en petit teint |
|        | Teinturiers en soie, laine et fil de sable, au saint Louis tenant de la main dextre un sceptre et de la sénestre une main de justice et au saint Maurice de même, tenant de la main dextre un guidon de gueules, chargé d'une croix d'argent cantonnée de quatre croisettes de même et de sa senestre un bouclier de gueules semé de fleurs de lis d'or et chargé, en son cœur, d'une croix (ou croix tréflée) d'argent |
|        | Communauté des teinturiers d'Abbeville d'azur, au saint Maurice à cheval, armé de pied en cap, portant un guidon, le tout d'or, sur une terrasse de même |
|        | Teinturiers en soie de Lyon d'argent, au pal de gueules, entouré d'un serpent d'or et cotoyé de deux cochenilles de gueules et de deux tourteaux ovales d'azur ; au chef de même, chargé d'un arc-en-ciel de diverses couleurs, renfermant un cocon de ver à soie d'or |
|        | Communauté des teinturiers du Mans d'azur, au saint Maurice, monté sur un cheval, portant un guidon, le tout d'or, sur une terrasse de même et le guidon chargé d'une croix de saint Maurice (tréflée) de gueules |
|        | Maître teinturiers, bonnetiers et sergettiers de Saumur D'azur à un peigne de cardeur, le manche en bande et une carde le manche en barre; ces deux pièces d'argent posées en chef et des fasces aussi d'argent à une navatte de même en pal posées en pointe. |

## Vanniers
| Figure | Corporation et blasonnement                                       |
| ------ | ----------------------------------------------------------------- |
|        | Vanniers D'azur au chevron d'or accompagné de trois vans du même. |

## Sources
- Blasons des corporations, Eugène Harot, Paris, 1941
- "Armorial général de l'Anjou", M. Joseph Denais, 1879-1884
- Hippolyte Sauvage, « Armorial des corporations religieuses et civiles de la province d'Anjou », sur Gallica, 1878 (consulté le 24 février 2016)

- Steyert André, « Armorial général du Lyonnais, Forez et Beaujolais... », sur Gallica, 1860 (consulté le 24 février 2016)

- Georges de Soultrait, « Armorial de l'ancien duché de Nivernais ; suivi de la Liste de l'assemblée de l'ordre de la noblesse du bailliage de Nivernais aux États-Généraux de 1789 », sur Gallica, 1847 (consulté le 24 février 2016)

- Alfred Canel, « Armorial des villes et corporations de la Normandie : comprenant la province, les municipalités, les évêchés et chapitres, les abbayes, prieurés et couvents, les tribunaux, les corps savants, les communautés d'arts et métiers et les associations diverses, avec des recherches sur les étendarts de Normandie, les timbres du papier et les cachets administratifs de l'époque révolutionnaire », sur Google books, 1863 (consulté le 25 août 2016).